# Diocesi di Magnesia al Meandro

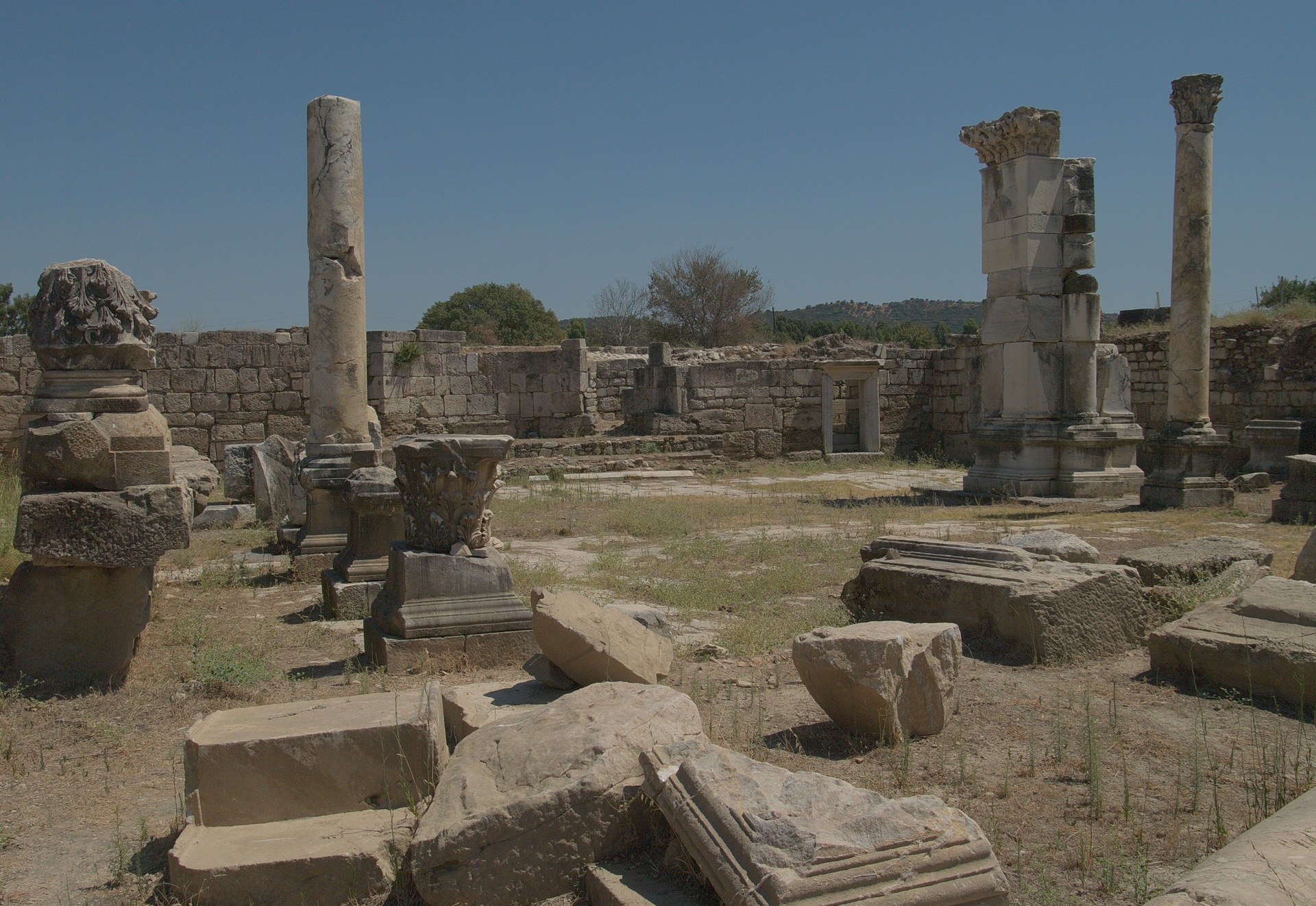
Resti di una basilica bizantina.

La diocesi di Magnesia al Meandro (in latino Dioecesis Magnesiensis ad Maeandrum) è una sede soppressa del patriarcato di Costantinopoli e una sede titolare della Chiesa cattolica.

## Storia
Magnesia al Meandro, identificabile con le rovine di Muradli nell'odierna Turchia, è un'antica sede episcopale della provincia romana di Asia nella diocesi civile omonima. Faceva parte del patriarcato di Costantinopoli ed era suffraganea dell'arcidiocesi di Efeso.
La diocesi è documentata nelle Notitiae Episcopatuum del patriarcato di Costantinopoli fino al XII secolo.
La comunità cristiana di Magnesia al Meandro fu destinataria di una delle lettere scritte da sant'Ignazio di Antiochia, nella quale viene menzionato il nome del vescovo Damas. Negli Acta Sanctorum, pubblicati dai Bollandisti, alla data del 10 febbraio sono censiti i santi martiri Caralampo e compagni che predicarono per primi il vangelo in Magnesia e poi subirono il martirio ad Antiochia di Pisidia all'epoca dell'imperatore Settimio Severo.
La serie episcopale storicamente documentata inizia a partire dal IV secolo. Eusebio fece parte del gruppo di vescovi dissidenti che abbandonarono il concilio di Sardica nel 343 e in un conciliabolo a Filippopoli firmarono un documento di contenuti ariani. Nel sinodo di settembre 403 che depose Giovanni Crisostomo prese parte un vescovo Macario di Magnesia; non essendoci ulteriori specificazioni, è impossibile sapere se questo vescovo apparteneva alla sede di Magnesia al Meandro o all'omonima sede sul Sipilo. Non è da escludere che questo vescovo sia da identificare con Macario di Magnesia a cui la tradizione ha attribuito un'operetta intitolata Monogénès.
Il nome di Dafno si trova tra le sottoscrizioni del concilio di Efeso del 431 nelle sedute del 22 giugno e del 22 luglio; il suo nome tuttavia è assente nelle liste di presenza di queste due sedute, cosa che potrebbe far pensare ad interpolazioni successive.
Leonzio intervenne al cosiddetto «brigantaggio» di Efeso del 449 e al concilio di Calcedonia nel 451. Durante quest'ultimo concilio, Leonzio è menzionato negli atti in due particolari occasioni: quando venne scelto, il 22 ottobre, per far parte di un gruppo ristretto di vescovi che doveva preparare un abbozzo di definizione di fede; e quando venne interpellato in prima persona circa la questione della duplice elezione avvenuta ad Efeso, con due metropoliti in competizione fra loro, Bassiano e Stefano.
Patrizio partecipò al terzo concilio di Costantinopoli nel 680 e al concilio detto in Trullo nel 692. Basilio assistette al secondo concilio di Nicea nel 787. Luca e Teofilo presero parte ai concili di Costantinopoli dell'869-870 e dell'879-880 che trattarono la questione del patriarca Fozio. 
La sigillografia ha restituito il nome di tre vescovi: Filossene, vissuto fra IX e X secolo; Basilio II, tra X e XI secolo; e Basilio III, il cui sigillo è databile al XII secolo. Infine, gli ultimi due vescovi conosciuti sono Giorgio e Michele, che presero parte ai concili celebrati ad Efeso rispettivamente nel 1167 e nel 1230.
Dal XX secolo Magnesia al Meandro è annoverata tra le sedi vescovili titolari della Chiesa cattolica; la sede è vacante dal 12 novembre 1962.

## Cronotassi

### Vescovi greci
- Damas † (menzionato attorno al 107)
- Eusebio † (menzionato nel 343)
- Macario ? † (menzionato nel 403)
- Dafno † (menzionato nel 431)
- Leonzio † (prima del 449 - dopo il 451)
- Patrizio † (prima del 680 - dopo il 692)
- Basilio I † (menzionato nel 787)
- Luca † (menzionato nell'869)
- Teofilo † (menzionato nell'879)
- Filossene † (IX-X secolo)
- Basilio II † (X-XI secolo)
- Basilio III † (XII secolo)
- Giorgio † (menzionato nel 1167)
- Michele † (menzionato nel 1230)

### Vescovi titolari
- Marie-Joseph-Aloys Munsch, C.S.Sp. † (13 settembre 1910 - 28 dicembre 1942 deceduto)[12]
- John of the Cross Anyogu † (15 febbraio 1957 - 12 novembre 1962 nominato vescovo di Enugu)[13]